# 毛萼双蝴蝶
毛萼双蝴蝶（学名：Tripterospermum hirticalyx）为龙胆科双蝴属下的一个种。